# Gunhild von Polen
Gunhild von Polen (oder Gunhild von Wenden) ist eine halblegendäre polnische oder allgemeiner slawische Prinzessin und dänische Königin der Wikingerzeit als vermutliche Ehefrau von Sven Gabelbart (986–1014). Es ist davon auszugehen, dass Gunhild nicht ihr slawischer, sondern ihr skandinavischer Name ist. In der Forschung ist die Hypothese akzeptiert, dass sie ursprünglich Świętosława hieß.

## Heimskringla
In der Heimskringla, einer Sammlung von Sagen aus dem 13. Jahrhundert, erzählt Snorri Sturluson, dass Sven Gabelbart bei einem Angriff auf die Jomswikinger gefangen genommen und Burislav, König der Wenden, übergeben wurde. Als Teil der folgenden Verhandlungen wurde die Ehe zwischen Sven und Burislavs Tochter Gunhild vereinbart, im Gegenzug sollte Burislav Svens Schwester Tyra Haraldsdatter heiraten. Gunhild wurde die Mutter von Harald II. und Knut dem Großen. Dieser Bericht stimmt zwar mit bestimmten Aspekten der historischen Aufzeichnungen überein, es gibt jedoch auch Unterschiede.
Nach Mohnike war Suhm der Auffassung, „die nordischen Geschichtsschreiber hätten den Mjesko (oder Mjeczislaw) König von Polen und dem hintern Theile Pommerns, der hier gemeint sey, mit dessen Sohn Boleslav (hier Burislav) verwechselt...“

## Chronisten
In den mittelalterlichen Chroniken gibt es kaum Informationen über die Ehen Sven Gabelbarts:
- Thietmar von Merseburg erwähnt, dass eine namentlich nicht genannte Tochter von Mieszko I. von Polen und Schwester von Boleslaw I. von Polen Sven Gabelbart heiratete und ihm die Söhne Knut und Harold gebar. Thietmar ist wahrscheinlich der am besten informierte aller mittelalterlichen Chronisten, da er zeitgenössisch zu den beschriebenen Ereignissen lebte und gut über die Ereignisse in Polen und Dänemark informiert war. Die Behauptung, Haralds und Knuts Mutter sei Boleslaws Schwester, könnte einige mysteriöse Aussagen erklären, die in mittelalterlichen Chroniken auftauchen, beispielsweise die Beteiligung polnischer Truppen an Invasionen in England.
- Adam von Bremen schreibt, dass eine polnische Prinzessin die Frau von Erik Segersäll war und durch diese Ehe die Mutter von Olof Skötkonung von Schweden. In ihrer zweiten Ehe mit Sven wurde sie die Mutter von Knut und Harald von Dänemark. Infolgedessen bezeichnet Adam Knut und Olof als Brüder. Einige Historiker halten Adams Bericht für unzuverlässig, da er die einzige Quelle ist, aus der diese Beziehung hervorgeht.
- Die Gesta Cnutonis regis, ein Band des Encomium Emmae Reginae, erwähnt in einer kurzen Passage, dass Knut und sein Bruder in das Land der Slawen gingen und ihre Mutter nach Dänemark holten. Dies bedeutet nicht notwendigerweise, dass seine Mutter slawisch war, aber diese Chronik deutet dennoch stark darauf hin.
- Im Liber vitae der New Minster and Hyde Abbey in Winchester steht, dass die Schwester von König Knut „Santslaue“ (Santslaue soror CNVTI regis nostri) hieß, was ohne Zweifel ein slawischer Name ist. Der Historiker Johannes Steenstrup meinte, dass die Schwester von Knut nach ihrer Mutter benannt worden sein könnte, weshalb die (jetzt allgemein vereinbarte) Hypothese geprägt wurde, dass ihr altpolnischer Name Świętosława lautete, dies aber nur als Rekonstruktion, basierend auf einer einzigen Erwähnung des Namens ihrer Tochter und der Hypothese, dass sie ihre Tochter nach sich selbst benannt hat.

## Identitäten
Es wurden mehrere alternative Interpretationen dieser Daten vorgeschlagen. Gunhild könnte mit der historischen Frau von Sven identisch sein. Darüber hinaus entspricht die von Adam von Bremen berichtete Doppelheirat dem Heimskringla-Bericht zu Sigrid der Stolzen. Dies könnte also eine Verwechslung zwischen zwei Frauen darstellen, oder es könnte sein, dass Sigrid eine verworrene doppelte Erinnerung an dieselbe historische Frau ist. Dies würde bedeuten, dass die Gunhild in den Sagen Eriks Witwe war, ein Schluss, zu dem mehrere Historiker gekommen sind. Schließlich ist es möglich, dass Gunhild einfach eine legendenhafte Erfindung ist, die nicht direkt auf Svens bekannter polnischer Frau basiert.